# Fugue en sol mineur
Fugue en sol mineur est un court métrage français réalisé par Paul Vecchiali en 1992.

## Fiche technique
- Titre : Fugue en sol mineur
- Réalisation : Paul Vecchiali
- Scénario : Paul Vecchiali
- Adaptation et dialogues : Paul Vecchiali et Françoise Lebrun
- Photographie : Georges Strouvé
- Musique : Roland Vincent
- Montage : Pierre Jouvet
- Son : Marc Guiselin
- Durée : 26 minutes
- Date de sortie : la filmographie de Paul Vecchiali publiée avec sa collaboration sur le site arte.tv précise que ce court métrage n'a jamais été diffusé

## Distribution
- Françoise Lebrun
- Michel Delahaye
- Kim Bernheim
- Chantal Delsaux